# Proboscidula loricata
Proboscidula loricata là một loài nhện trong họ Theridiidae.
Loài này thuộc chi Proboscidula. Proboscidula loricata được František Miller miêu tả năm 1970.